# Valon Behrami
Valon Behrami, né le 19 avril 1985 à Mitrovicë (Yougoslavie), est un ancien footballeur international suisse qui a terminé sa carrière au poste de milieu défensif au Brescia Calcio
Né en Yougoslavie, sur le territoire de l'actuel Kosovo, il s'est établi avec sa famille dans le village de Stabio en Suisse italienne. Il a marqué un but au match aller de barrage contre la Turquie qui a permis à la Suisse une qualification pour la Coupe du monde 2006. Blessé, il a été absent pendant plusieurs rencontres de la Coupe du monde.

## Biographie

### Jeunesse et formation
Né de parents albanais du Kosovo, Valon Behrami naît le 19 avril 1985 à Mitrovicë, où il vit jusqu’en 1990, lorsque sa famille fuit le conflit qui embrase les Balkans. La famille se réfugie alors en Suisse et plus précisément à Stabio dans le canton du Tessin. Pendant quatre ans, les Behrami attendent une issue positive à leur demande d’asile, qui arrive après qu’une pétition a été signée par plus de 2000 personnes pour l’appuyer.
C’est dans le club de son village d’accueil que Behrami commence à jouer au football, qu’il pratique en parallèle de l’athlétisme, remportant quatre titres cantonaux dans cette seconde discipline, sur des courses de longue distance. Encore junior, il passe par le FC Chiasso avant de finir sa formation au FC Lugano, qu’il rejoint en 2000.

### Début de carrière au FC Lugano et en Italie
Il découvre le football professionnel dans le club tessinois, avec lequel il joue deux matchs durant le tour de promotion/relégation LNA/LNB en 2002-2003. Mais touché par la faillite du club au printemps 2003, Behrami est contraint de s’exiler et c’est ainsi qu’il rejoint le Genoa, malgré l’intérêt tardif du FC Bâle et de Grasshopper.
Appartenant conjointement aux équipes du Genoa et de l'Udinese, il joue uniquement pour Gênes en Serie B qui reprend l’entier des parts du joueur en 2004. Gênes le prête ensuite au Hellas Vérone qui évolue également en Serie B italienne. Après une saison impressionnante avec Vérone, il signe à la Lazio Rome en été 2005.
Le 19 mars 2008, malgré des blessures à répétition, Valon Behrami offre la victoire à la Lazio dans le derby face à l'AS Rome en signant un but important à la 92e minute. Il enterre ainsi les espoirs de leurs rivaux romains de remporter le tant convoité Scudetto.

### West Ham
Le 23 juillet 2008, West Ham annonce l'engagement du joueur pour une durée de 5 ans et pour la somme de 5 millions de livres sterling. Behrami fait ses débuts pour West Ham le 16 août 2008 face à Wigan (victoire 2-1). Behrami est tout de suite devenu un titulaire indiscutable à West Ham, il fait beaucoup de passes décisives et quand il a des occasions, il marque[réf. nécessaire].

### Retour en Italie à la Fiorentina
Le 24 janvier 2011, Behrami quitte West Ham et s'engage avec l'AC Fiorentina pour la somme de 5 millions d'euros et pour une durée de 3 ans.
Pendant la saison 2011-2012, Behrami est élu meilleur joueur de la Viola par les supporters Florentins[réf. nécessaire].

### SSC Naples
Le 16 juillet 2012, Naples est parvenu à un accord avec la Fiorentina pour un transfert de 8 millions d'euros. 
Il devient rapidement un titulaire indiscutable avec le SSC Naples, grâce à sa capacité de récupération dans la axe. Il est, à la moitié de la saison, le meilleur récupérateur d'Europe avec 114 ballons récupéré. Behrami est un joueur d'un physique incroyable notamment dû à sa jeunesse lorsqu'il pratiquait de l'athlétisme[réf. nécessaire].

### Hambourg
Le 3 août 2014, Valon Behrami rejoint la Bundesliga en signant pour Hambourg mais il ne retrouve pas le niveau qu'il avait lorsqu'il jouait pour le Napoli avec en prime une altercation avec son coéquipier Johan Djourou et mauvaise saison de Hambourg qui termine 16e du championnat.

### Le retour en Angleterre avec Watford
Non retenu par le HSV, Behrami signe en faveur du club anglais de Watford pour trois saisons et cela marque son retour en Premier League.
Lors du match contre Everton le 10 décembre 2016, il est victime de nausées et vomit sur la pelouse en seconde période.

### Le retour en Italie à l'Udinese Calcio
En 2017, il change de club et il est transféré en Italie à Udinese Calcio. 
Il retourne dans le championnat italien, c'est son sixième club où il joue.

### Retour en Suisse au FC Sion
En juillet 2019, il signe en Suisse, au FC Sion.
Il quitte le club après seulement 3 mois. Il n'a pas été beaucoup aligné notamment à cause de blessures à la cheville.

### Nouveau retour en Italie au Genoa CFC
En janvier 2020, il retourne au Genoa CFC où il a déjà joué de 2003 à 2005. 
Le 21 janvier 2022, il est annoncé qu'il a rompu son contrat qui le liait au club jusqu'à juin de cette année.

### Brescia Calcio
Le 31 janvier 2022, il signe au Brescia Calcio, club de deuxième division italienne. Le 28 mai 2022, Valon prend sa retraite.

## Carrière internationale
Valon Behrami a tout d'abord évolué avec les classes juniors de l'équipe nationale suisse (M18, M19...). Il a ensuite intégré le cadre A sous les ordres de Köbi Kuhn qui lui a rapidement donné sa chance. Il est très vite devenu un joueur clé de l'équipe de Suisse grâce à ses qualités techniques et à sa rapidité[réf. nécessaire]. De plus, sa puissance physique fait de lui un joueur très complet[réf. nécessaire]. Malgré des joueurs comme Gygax voire Cabanas, la Suisse ne peut se passer d'un joueur comme Behrami, qui bouche très bien le couloir droit en compagnie de Stephan Lichtsteiner[réf. nécessaire]. Il a disputé la Coupe du monde 2006 et l'Euro 2008 avec la Suisse. Depuis 2007, Behrami est toujours présent en équipe nationale[réf. nécessaire]. Il participe à la Coupe du monde 2010, durant laquelle il reçoit un carton rouge contre le Chili à la 31e minute. Il est le premier joueur suisse à disputer quatre Coupes du monde.
En août 2018, le sélectionneur Vladimir Petković annonce à Valon Behrami son intention de ne pas le sélectionner pour la Ligue des nations, à l’instar d’autres joueurs. À la suite de cette décision, il annonce sa retraite internationale après 83 sélections et deux buts marqués pour la Nati.

## Statistiques
| Saison                | Club                  | Championnat           | Championnat | Championnat | Coupe nationale | Coupe nationale | Coupe de la Ligue | Coupe de la Ligue | Supercoupe | Supercoupe | Compétition(s) continentale(s) | Compétition(s) continentale(s) | Compétition(s) continentale(s) | Suisse | Suisse | Total | Total |
| Saison                | Club                  | Division              | M.          | B.          | M.              | B.              | M.                | B.                | M.         | B.         | Comp.                          | M.                             | B.                             | M.     | B.     | M.    | B.    |
| 2002-2003             | FC Lugano             | Ligue nationale B     | 2           | 0           | -               | -               | -                 | -                 | -          | -          | -                              | -                              | -                              | -      | -      | 2     | 0     |
| Sous-total            | Sous-total            | Sous-total            | 2           | 0           | -               | -               | -                 | -                 | -          | -          | -                              | -                              | -                              | -      | -      | 2     | 0     |
| 2003-2004             | Genoa CFC             | Serie B               | 24          | 0           | -               | -               | -                 | -                 | -          | -          | -                              | -                              | -                              | -      | -      | 24    | 0     |
| 2004-2005             | Hellas Vérone (prêt)  | Serie B               | 33          | 3           | -               | -               | -                 | -                 | -          | -          | -                              | -                              | -                              | -      | -      | 33    | 3     |
| Sous-total            | Sous-total            | Sous-total            | 57          | 3           | -               | -               | -                 | -                 | -          | -          | -                              | -                              | -                              | -      | -      | 57    | 3     |
| 2005-2006             | Lazio Rome            | Serie A               | 26          | 2           | 2               | 0               | -                 | -                 | -          | -          | -                              | -                              | -                              | 7      | 1      | 35    | 3     |
| 2006-2007             | Lazio Rome            | Serie A               | 17          | 1           | -               | -               | -                 | -                 | -          | -          | -                              | -                              | -                              | 3      | 0      | 20    | 1     |
| 2007-2008             | Lazio Rome            | Serie A               | 22          | 1           | 5               | 1               | -                 | -                 | -          | -          | C1                             | 5                              | 0                              | 9      | 1      | 41    | 3     |
| Sous-total            | Sous-total            | Sous-total            | 65          | 4           | 7               | 1               | -                 | -                 | -          | -          | -                              | 5                              | 0                              | 19     | 2      | 96    | 7     |
| 2008-2009             | West Ham United       | Premier League        | 24          | 1           | 2               | 1               | 1                 | 0                 | -          | -          | -                              | -                              | -                              | 5      | 0      | 32    | 2     |
| 2009-2010             | West Ham United       | Premier League        | 26          | 1           | 1               | 0               | -                 | -                 | -          | -          | -                              | -                              | -                              | 4      | 0      | 31    | 1     |
| 2010-2011             | West Ham United       | Premier League        | 7           | 2           | -               | -               | 1                 | 0                 | -          | -          | -                              | -                              | -                              | -      | -      | 8     | 2     |
| Sous-total            | Sous-total            | Sous-total            | 57          | 4           | 3               | 1               | 2                 | 0                 | -          | -          | -                              | -                              | -                              | 9      | 0      | 71    | 5     |
| 2010-2011             | ACF Fiorentina        | Serie A               | 17          | 0           | -               | -               | -                 | -                 | -          | -          | -                              | -                              | -                              | 2      | 0      | 19    | 0     |
| 2011-2012             | ACF Fiorentina        | Serie A               | 31          | 0           | 2               | 0               | -                 | -                 | -          | -          | -                              | -                              | -                              | 2      | 0      | 35    | 0     |
| Sous-total            | Sous-total            | Sous-total            | 48          | 0           | 2               | 0               | -                 | -                 | -          | -          | -                              | -                              | -                              | 4      | 0      | 54    | 0     |
| 2012-2013             | SSC Naples            | Serie A               | 33          | 0           | -               | -               | -                 | -                 | 1          | 0          | C3                             | 3                              | 0                              | 9      | 0      | 46    | 0     |
| 2013-2014             | SSC Naples            | Serie A               | 21          | 0           | 3               | 0               | -                 | -                 | -          | -          | C1 C3                          | 6 3                            | 0                              | 11     | 0      | 41    | 0     |
| Sous-total            | Sous-total            | Sous-total            | 54          | 0           | 3               | 0               | -                 | -                 | 1          | 0          | -                              | 12                             | 0                              | 20     | 0      | 90    | 0     |
| 2014-2015             | Hambourg SV           | Bundesliga            | 22          | 0           | 1               | 0               | -                 | -                 | -          | -          | -                              | -                              | -                              | 7      | 0      | 30    | 0     |
| Sous-total            | Sous-total            | Sous-total            | 22          | 0           | 1               | 0               | -                 | -                 | -          | -          | -                              | -                              | -                              | 7      | 0      | 30    | 0     |
| 2015-2016             | Watford FC            | Premier League        | 21          | 0           | 1               | 0               | -                 | -                 | -          | -          | -                              | -                              | -                              | 11     | 0      | 33    | 0     |
| 2016-2017             | Watford FC            | Premier League        | 27          | 0           | -               | -               | -                 | -                 | -          | -          | -                              | -                              | -                              | 5      | 0      | 32    | 0     |
| Sous-total            | Sous-total            | Sous-total            | 48          | 0           | 1               | 0               | -                 | -                 | -          | -          | -                              | -                              | -                              | 16     | 0      | 65    | 0     |
| 2017-2018             | Udinese Calcio        | Serie A               | 20          | 1           | -               | -               | -                 | -                 | -          | -          | -                              | -                              | -                              | 8      | 0      | 28    | 1     |
| 2018-2019             | Udinese Calcio        | Serie A               | 19          | 1           | -               | -               | -                 | -                 | -          | -          | -                              | -                              | -                              | -      | -      | 19    | 1     |
| Sous-total            | Sous-total            | Sous-total            | 39          | 2           | -               | -               | -                 | -                 | -          | -          | -                              | -                              | -                              | 8      | 0      | 47    | 2     |
| 2019-2020             | FC Sion               | Super League          | 4           | 0           | 1               | 0               | -                 | -                 | -          | -          | -                              | -                              | -                              | -      | -      | 5     | 0     |
| Sous-total            | Sous-total            | Sous-total            | 4           | 0           | 1               | 0               | -                 | -                 | -          | -          | -                              | -                              | -                              | -      | -      | 5     | 0     |
| 2019-2020             | Genoa CFC             | Serie A               | 17          | 0           | 1               | 0               | -                 | -                 | -          | -          | -                              | -                              | -                              | -      | -      | 18    | 0     |
| 2020-2021             | Genoa CFC             | Serie A               | 26          | 0           | -               | -               | -                 | -                 | -          | -          | -                              | -                              | -                              | -      | -      | 26    | 0     |
| 2021-2022             | Genoa CFC             | Serie A               | 10          | 0           | -               | -               | -                 | -                 | -          | -          | -                              | -                              | -                              | -      | -      | 10    | 0     |
| Sous-total            | Sous-total            | Sous-total            | 53          | 0           | 1               | 0               | -                 | -                 | -          | -          | -                              | -                              | -                              | -      | -      | 54    | 0     |
| 2021-2022             | Brescia Calcio        | Serie B               | 2           | 0           | -               | -               | -                 | -                 | -          | -          | -                              | -                              | -                              | -      | -      | 2     | 0     |
| Sous-total            | Sous-total            | Sous-total            | 2           | 0           | -               | -               | -                 | -                 | -          | -          | -                              | -                              | -                              | -      | -      | 2     | 0     |
| Total sur la carrière | Total sur la carrière | Total sur la carrière | 451         | 13          | 19              | 2               | 2                 | 0                 | 1          | 0          | -                              | 17                             | 0                              | 83     | 2      | 573   | 17    |

## Palmarès
SSC Naples
- Coupe d'Italie (1) :
  - Vainqueur : 2013-14.

## Vie privée
Le 23 février 2018, il se sépare de sa compagne Elena Bonzanni (avec qui il a deux filles, Sofia et Isabel) et officialise, le 17 mars, sa relation avec la skieuse Lara Gut. Ils se marient le 11 juillet 2018, 8 jours après l’élimination de la Suisse à la Coupe du monde en Russie.